# Bystryj Istok
Bystryj Istok (ros. Быстрый Исток) – wieś na terenie wchodzącego w skład Rosji syberyjskiego Kraju Ałtajskiego.
Miejscowość położona jest ok. 254 km na południe od stolicy Kraju – miasta Barnauł i jest ośrodkiem administracyjnym rejonu bystroistockiego.